# Себорея
Себорея (лат. sebum (сало) і грец. ρεω (текти)) — хворобливий стан шкіри, обумовлений підвищеним саловиділенням внаслідок порушення нервової та нейроендокринної регуляції функцій сальних залоз шкіри.

## Види себореї
Розрізняють три види себореї: жирна, суха і змішана.

### Жирна себорея
Жирна себорея частіше розвивається у молодих жінок і зазвичай супроводжується вегетоневрозом. Саловиділення посилюється в період статевого дозрівання (10-14 років) нерівномірно на всіх себорейний ділянках: підвищене виділення рідкого шкірного сала спостерігається в більшій мірі на обличчі і волосистій частині голови. В результаті шкіра стає блискучою, а іноді виникає папулопустульозне акне. Тривалий перебіг жирної себореї у чоловіків може супроводжуватися алопецією. Легка форма жирної себореї з невеликою кількістю незапальних вугрів на носі і на носо-щілиноподібних областях у молоді зустрічається настільки часто, що вважається нормою (фізіологічна себорея).

### Суха себорея
Суха себорея являє собою знижене саловиділення, при цьому на шкірі голови і у волоссі рясно присутні лусочки лупи.
Суха себорея з'являється як результат зниження імунітету внаслідок інтенсивних емоційних, фізичних навантажень і неправильного харчування.
Цикл відлущування клітин шкіри скорочується, виникає лупа, порушується структура волосся (волосся стає тонким, сухим, ламким, з січеними кінчиками), може спостерігатися випадіння волосся.

### Змішана себорея
При змішаній себореї у пацієнта можуть спостерігатися ознаки сухої і жирної себореї на одних і тих же ділянках шкіри.

## Ознаки себореї
Себорея виражається в порушенні процесу виділення шкірного сала і його якісній зміні.
- Потовщення рогового шару епідермісу
- Жирний блиск шкіри
- Лущення шкіри
- Шкірний свербіж
- Випадання волосся
- Рясна лупа

## Причини себореї
Себорея може розвиватися в будь-якому віці, однак найчастіше себорея виникає в період статевого дозрівання через збільшення секреції сальних залоз на тлі гормональної перебудови організму. Себорею, яка з'являється в період статевого дозрівання організму, називають фізіологічною. Фізіологічна себорея зазвичай закінчується після закінчення періоду статевого дозрівання.
Причиною себореї найчастіше стають гормональні порушення — змінюється співвідношення андрогенів і естрогенів. Внаслідок підвищеної продукції андрогенів збільшується утворення шкірного сала. У жінок прояви себореї пов'язані з порушенням співвідношення андрогенів і прогестерону — спостерігається підвищення рівня андрогенів і зниження прогестерону та естрогенів.
Основна причина появи себореї у чоловіків — збільшення рівня андрогенів і прискорення їх метаболізму. Це може бути обумовлено як спадковими факторами, так і наявністю андроген-продукуючих пухлин (пухлина яєчок).
Себорея може з'явитися і як наслідок таких захворювань, як летаргічний енцефаліт, хвороба Паркінсона і Іценко-Кушинга.
Поштовхом до розвитку себореї можуть виступати і психічні захворювання — шизофренія, маніакально-депресивний психоз, інфекційний психоз, епілепсія.
Ще одна причина себореї — тривалий прийом тестостерону, прогестерону, анаболіків, глюкокортикостероїдів, а також гіповітаміноз біотину (вітамін Н).
Деякі автори вважають, що провідну патогенну дію дає Malassezia (дріжджоподібні гриби, наявні у людини і в нормі, і при патології ( при виникненні супутніх захворювань, підвищується виділення шкірного жиру і кількість Malassezia різко зростає). Інші автори не згадують Malassezia в списку причин. 
МКБ-10 не підтримує пропонований деякими авторами поділ на себорейний дерматит і себорею. Прихильники такого поділу стверджують, що себорейний дерматит відрізняється від себореї тим, що початковою причиною є не порушення роботи сальних залоз шкіри, а запальне захворювання самої шкіри.

## Діагностика себореї
- Збір анамнезу;
- Виявлення факторів ризику розвитку себореї;
- Біохімічний аналіз крові;
- Аналіз крові на гормони;
- Дослідження стану шкіри і волосся;
- При необхідності застосовується ультразвукове дослідження щитоподібної залози та органів черевної порожнини.

## Лікування себореї
Для лікування себореї використовуються дисульфід селену, сукцинат літію і кетоконазол.